# Kolšov
Kolšov település Csehországban, Šumperki járásban. Kolšov Brníčko, Lesnice, Postřelmov és Sudkov településekkel határos. Lakosainak száma 709 fő (2024. január 1.).

## Népesség
A település lakosságának változását az alábbi diagram mutatja:
| Lakosok száma | 291  | 391  | 432  | 615  | 682  | 736  | 740  | 723  | 666  | 709  |
|               | 1869 | 1900 | 1921 | 1961 | 1980 | 2011 | 2016 | 2019 | 2021 | 2024 |